# Jessica Witte-Winter
Jessica Witte-Winter (eigentlich Sandra Witte, geb. Vollmer; * 10. Juni 1972 in Erlangen) ist eine deutsche Moderatorin.

## Leben
Jessica Witte-Winter begann ihre Karriere in den Medien 1991 beim Nürnberger Radiosender Hit Radio N1, wo sie Mitglied der Morgensendung Powermorgen mit Stefan Meixner war.
Ihre erste Fernsehmoderation tätigte sie in den Regionalnachrichten 17:30 – live aus Berlin für Sat.1. Witte-Winter moderierte bei Sat.1 Sendungen wie das Boulevardmagazin Blitz, Sat.1 am Abend, Mein großer, dicker, peinlicher Verlobter, die 2005 ausgestrahlte RTL-II-Show Nutella – die Geburtstagsshow sowie Veranstaltungen und Galas.
Von November 2000 bis zum 30. Juni 2005 moderierte sie das Sat.1-Frühstücksfernsehen.
Sie ist auch tätig als Sprecherin für Hörbuchproduktionen, Werbejingles und als Stationvoice verschiedener Radiosender. Seit Mai 2017 moderiert Witte-Winter bei 94,3 rs2 in Berlin.